# یاکوب اشتاینر
جاکوب اشتاینر (به آلمانی: Jakob Steiner) (زاده ۱۸ مارس ۱۷۹۶ در اوتزنشتورف-درگذشته ۱ آوریل ۱۸۶۳ در برن) ریاضیدان اهل سوییس بود. وی از پیشگامان هندسه سنتتیک می باشد. از کارهای او می توان به مسئله درخت اشتاینر اشاره نمود.